# Vương quốc Campuchia (1945)
Vương quốc Campuchia là quốc gia bù nhìn của Đế quốc Nhật Bản tồn tại từ ngày 9 tháng 3 năm 1945 đến ngày 16 tháng 10 năm 1945.

## Lịch sử
Ngày 9 tháng 3 năm 1945, trong giai đoạn kết thúc của Thế chiến thứ hai, Nhật Bản đã lật đổ ách thống trị của thực dân Pháp ở Đông Dương. Giới quan lại thực dân Pháp liền bị cách chức và lực lượng quân đội Pháp được lệnh giải giáp. Người Nhật hy vọng sẽ phục hồi sự ủng hộ rõ rệt của người dân địa phương đối với nỗ lực chiến tranh của Tokyo bằng cách khuyến khích giới cai trị bản địa tuyên bố độc lập. Ngày 13 tháng 3, vị vua trẻ tuổi Norodom Sihanouk tuyên bố thành lập Vương quốc Campuchia độc lập (đồng thời thay đổi tên chính thức của quốc gia bằng tiếng Pháp từ Cambodge thành Kampuchea) theo yêu cầu chính thức của người Nhật. Ngay sau đó, chính phủ Nhật Bản trên danh nghĩa đã thừa nhận nền độc lập của Campuchia và thành lập lãnh sự quán tại Phnôm Pênh. Chỉ dụ của Sihanouk đã bãi bỏ các hiệp ước Pháp-Campuchia trước đây và ông cam kết đưa quốc gia mới độc lập của mình ra hợp tác và liên minh với Nhật Bản. Chính phủ mới đã loại bỏ việc Latinh hóa tiếng Khmer mà chính quyền thực dân Pháp đang bắt đầu thi hành và chính thức phục hồi chữ viết Khmer. Biện pháp này do chính quyền tồn tại trong thời gian ngắn thực hiện sẽ được phổ biến và lâu dài, vì kể từ đó không có chính phủ nào ở Campuchia cố gắng Latinh hóa tiếng Khmer một lần nữa. Những thay đổi khác bao gồm việc phục hồi âm lịch Phật giáo.
Norodom Sihanouk ban đầu cũng giữ chức thủ tướng từ ngày 18 tháng 3 năm 1945. Tuy vậy, Sơn Ngọc Thành, một người khác đứng đằng sau tờ báo tiếng Khmer Nagara Vatta từng bỏ trốn sang Nhật sau các cuộc biểu tình chống Pháp năm 1942, đã trở về nước vào tháng 4 năm 1945 để ra làm bộ trưởng ngoại giao. Sơn Ngọc Thành sẽ đảm nhận chức vụ thủ tướng sau khi Nhật Bản đầu hàng, cầm quyền cho đến khi Pháp khôi phục lại ách thực dân vào tháng 10 năm 1945.
Thời kỳ Nhật Bản chiếm đóng Campuchia kết thúc bằng sự kiện nước này chính thức đầu hàng Đồng Minh vào tháng 8 năm 1945. Sau khi các đơn vị quân đội Đồng Minh tiến vào Campuchia, quân đội Nhật hiện diện tại quốc gia này đã được giải giáp và hồi hương. Người Pháp đã có thể tái lập chính quyền thuộc địa ở Phnôm Pênh vào tháng 10 cùng năm. Sau khi bắt giữ Sơn Ngọc Thành vì tội thông đồng với Nhật vào ngày 12 tháng 10, chính quyền thực dân Pháp bèn đày ông này sang Pháp rồi áp lệnh quản thúc tại gia. Một số thành viên ủng hộ Sơn Ngọc Thành đã hoạt động bí mật và trốn thoát đến vùng tây bắc Campuchia do Thái Lan kiểm soát, mãi về sau họ mới gia nhập lực lượng thuộc một nhóm ủng hộ nước nhà độc lập gọi là Khmer Issarak. Phong trào dân tộc chủ nghĩa chống Pháp không đồng nhất về chính trị này được tổ chức với sự hậu thuẫn của Thái Lan, nhưng sau phân chia thành các phe phái riêng biệt.